# Aramon (Gard)
Aramon település Franciaországban, Gard megyében. Lakosainak száma 4082 fő (2022. január 1.). Aramon Barbentane, Boulbon, Saint-Pierre-de-Mézoargues, Les Angles, Domazan, Saze, Théziers és Vallabrègues községekkel határos.

## Népesség
A település népességének változása:
| Lakosok száma | 1826 | 3027 | 3344 | 3869 | 3933 | 4152 | 4238 | 4219 | 4172 | 4082 |
|               | 1968 | 1982 | 1990 | 2006 | 2013 | 2015 | 2017 | 2019 | 2020 | 2022 |